# Forêt nationale de Superior
La forêt nationale de Superior est une forêt fédérale protégée situé au Minnesota, aux États-Unis.
Elle s'étend sur une surface de 16 000 km2, et a été créée en 1909.

## Géographie
La forêt nationale de Superior longe la frontière entre le Canada et les États-Unis le long de la rivière Pigeon.